# Бєлозєрцева Катерина Наумівна
Катерина Наумівна Бєлозєрцева (12 грудня 1930, Новопокровка, Західно-Сибірський край — 7 жовтня 1989, Інкіно, Томська область) — доярка радгоспу «Інкінський» (з 1943), Герой Соціалістичної Праці (1973). Нагороджена золотою медаллю «Серп і молот», двома орденами Леніна, орденом Трудового Червоного Прапора.

## Біографія
Селянський рід Бєлозєрцевих жив у XIX столітті в селі Ново-Покровка і в сусідньому селі Ніколаєвське Верх-Ануйської волості Бійського повіту Томської губернії (нині, з 1924 року це територія Бистроістоцького району Алтайського краю).
У 1930 року в селі Новопокровка в сім'ї селянина Наума Бєлозєрцева народилася донька Катерина. Однак у цей час у країні почалася політика розселянювання та колективізації, і багато верхануйських Бєлозєрцевих в 1932 році були розкуркулені (позбавлені всієї наявної в сім'ях власності) і вислані в Наримський край на спецпоселення у відання Колпашевської спецкомендатури. Деяких з них в 1937 і 1938 в Колпашевському районі знову заарештували в нову хвилю масових сталінських репресій і розстріляли. З дворічного віку, дівчинка виявилася в числі репресованих, не дочекавшись офіційної реабілітації при житті: діти розкуркулених і засланих, в тому числі ті, хто народжувався вже на місці заслання сім'ї, вважалися такими самими засудженими, як і їх батьки.
Родичі згадували, що «...вертлява, кмітлива Катерина швидко вникала в усі побутові справи, була доброю помічницею для мами і турботливою подружкою для своїх сестер».
Не дивлячись на нелегке життя сім'ї, Катерина Бєлозєрцева зуміла закінчити 7 класів неповної середньої школи на своїй малій Батьківщині — у селі Інкіно. У роки війни 13-річна Катерина йде в 1943 році (у віці 13 років) працювати дояркою в місцевий колгосп імені Свердлова (наприкінці XX століття був відомий як радгосп «Інкінський»). Працювала на фермі на сусідній з селом займанщиною Пасєка, у роботі намагалася не відставати від дорослих. Займанщина зустріла Катерину холодними, малопристосованими дворами та холодним житлом. У холодні зимові дні Катерину оточували різношерсті корови з сивиною інею, жовтуваті нарости і бурульки молока на подойниках, і напалена буржуйка в хатинці. На піклуванні юної колгоспниці виявилося близько двох десятків корів. Перший час було особливо важко (доїти доводилося виключно вручну), але допомогли наставниці і соратниці — Марія Колесникова, Зінаїда Кокоріна, Ганна Сейвальд, Таїсія Корольова та інші.
Катерина впоралася з роботою, втягнулася в побут і турботи доярки.
Після війни за офіційними документами вона не отримала статус трудівника тилу і, як член сім'ї репресованих, не була нагороджена медаллю «За доблесну працю в роки Великої Вітчизняної війни», яку отримали всі «благонадійні» колгоспники.

Згодом, старанність та сумлінне ставлення до роботи стали помітні партійними і колгоспними керівникам. Катерину Бєлозєрцеву після XX з'їзду КПРС більше не вважали «репресованої» і вона володіла всіма громадянськими правами, в 1963 році вступила в ряди членів КПРС. За відповідальне ставлення до роботи вона стала заохочуватися урядовими нагородами: в 1960-ті роки її працю відзначено орденом Трудового Червоного Прапора, потім вищою нагородою СРСР — орденом Леніна. Користувалася повагою і суспільним визнанням: неодноразово обиралася депутатом Інкінської сільради. За її ініціативою почалося змагання доярок самих різних районів, яке висвітлювалося в газетах області.
У рік святкування 100-річного ювілею В. І. Леніна Катерина Бєлозєрцева нагороджена ленінською медаллю (1970).
Досвід і знання як підвищити продуктивність дійних корів дозволили К. Бєлозєрцевій раз за разом покращувати показники праці, перемагати в соціалістичному змаганні з колегами з інших районів Томської області. Її особисте змагання з передовою дояркою радгоспу «Жовтень» Томського району М.С. Вікуловою широко висвітлювалося обласною партійною пресою. Особливо високі показники, видатні для Томської області підсумки по надоях в 1972 і 1973 роках, стали основою широкого обговорння перемоги у соціалістичному змаганні кращих доярів регіону. Успіху сприяла плідна співпрацю з науковцями Наримської державної селекційної станції. При цьому К.Н. Бєлозєрцева охоче займалася наставництвом і передавала свій досвід новим молодим дояркам. У роки 9-ї п'ятирічки (1971-1975 рр.) нею підготовлено більше 15 молодих доярок.
Указом Президії Верховної Ради СРСР від 6 вересня 1973 року, за великі успіхи, досягнуті у Всесоюзному соціалістичному змаганні і виявлену трудову доблесть у виконанні прийнятих зобов'язань по збільшенню виробництва і заготівель продуктів тваринництва у зимовий період 1972-1973 рр., Бєлозєрцвій Катерині Наумівні, доярці радгоспу «Інкінський» (Томська область) присвоєно звання Героя Соціалістичної Праці з врученням (другого) ордена Леніна і золотої медалі «Серп і Молот».
З середини 1970-х рр. працювала бригадиром доярів Інкінської молочно-товарної ферми на займанщині «Пасєка». У 1980-х рр. обиралася членом Колпашевського міськкому КПРС.
За досягнення високих показників у Всеросійському соціалістичному змаганні в 1981 році Катерина Бєлозєрцева нагороджена «Зоряним вимпелом імені Ю.О. Гагаріна», заснованим Загоном космонавтів СРСР. Прославлені космонавти особисто прибули в Томську область для вручення вимпела Катерині Бєлозєрцевій.
Високий соціальний статус Героя Соціалістичної Праці, депутата сільради, члена міськкому партії зобов'язували вникати у справи простих людей, вирішувати їх нагальні проблеми, займатися побутовим і соціальним розвитком Інкіно і інкінської ферми Пасєка, а також проблемами Колпашевського району. При цьому вона продовжувала бути членом елітного клубу доярок Томської області і наставником для молоді. В 1970-ті роки з нею неодноразово зустрічався керівник Томської області, перший секретар Томського ОК КПРС Єгор Лігачов, цікавився буднями і побутом томських доярок і можливістю поширення їх передового досвіду.
Катерина Наумівна Бєлозєрцева раптово померла 7 жовтня 1989 року на 59-му році життя.
Поховано з почестями на цвинтарі села Інкіно.
Її син, Анатолій Бєлозєрцев, за доблесну працю в агропромисловому комплексі в 1980 роки також був удостоєний державної нагороди: ордени «Знак Пошани».

## Нагороди
- Золота медаль «Серп і Молот» Героя Соціалістичної Праці (06.09.1973)
- Два ордени Леніна (1969 (?) і 06.09.1973)
- Орден Трудового Червоного Прапора (196х)
- Медаль «За доблесну працю. В ознаменування 100-річчя з дня народження Володимира Ілліча Леніна» (1970)
- «Зоряний вимпел імені Ю.О. Гагаріна» Загону космонавтів СРСР, з врученням Вимпела «Передового колективу сільських трудівників»[4] і (персонально) нагрудного знака «Герої космосу — гвардійцям п'ятирічки»[5] (1981)
- Нагрудні знаки передовика соціалістичних змагань, «Ударник комуністичної праці»
- Почесні грамоти за доблесну працю

## Пам'ять
- У Інкінській середній школі представлена стендова експозиція про героїв села Інкіно, в тому числі стенди, присвячені К. Н. Бєлозєрцевій.
- На площі села Інкіно перед Інкінською середньою школою встановлені пам'ятні стели на честь інкінських героїв. Одна з 3-х стел — в пам'ять про К.Бєлозєрцеву. У святкові і пам'ятні дати жителі села Інкіно покладають квіти пам'яті до стел героїв.
- У Колпашевському краєзнавчому музеї (місто Колпашево) представлені стендові експозиції, присвячені Герою Соціалістичної Праці К.Н. Бєлозєрцевій.
- У 1990 році Томським обкомом КПРС заснована пам'ятна медаль імені К. Бєлозєрцвої для нагородження передових доярок Томської області. Медаль вручалася до 1992 року[6].
- 23 вересня 2016 року Губернатором області заснована Регіональна нагорода Томської області нагрудний знак відзнаки Лауреата «Премії Губернатора Томської області імені Героя Соціалістичної Праці Катерини Бєлозєрцвої за досягнення найвищого середньорічного надою молока». Найменування відзнаки: «За найвищий середньорічний надій на фуражну корову. Імені Бєлозєрцевої К. Н. (Томська область), 2016 [Архівовано 25 жовтня 2017 у Wayback Machine.]».

## Нагорода Томської області імені К. Н. Бєлозєрцевої
23 вересня 2016 року губернатор Томської області заснував премію (з врученням нагрудного знака відзнаки лауреатів) «За найвищий середньорічний надій на фуражну корову імені К. Н. Бєлозєрцвої», яка вручається дояркам за ударну працю в машинному доїнні, будь-якої агрофірми Томського регіону. Розмір премії в цінах 2016 року склав 50 тисяч рублів.
28 вересня 2016 року зображення нагрудного знака представлено на сайті Департаменту соціального захисту (Адміністрація Томської області).
Перше нагородження відбулося 29 березня 2017 року в рамках V Томського обласного сільського сходу — була нагороджена Тетяна Аввакумова, оператор машинного доїння ЗАТ «Дубровське» з Кожевниковського району, яка пропрацювала дояркою чверть століття. Середній надій рекордсменки на одну фуражну корову в 2016 році склав 8 845 кілограмів (в середньому по області — 5 423 кг).